# Acabou a greve
Acabou a greve é uma escultura localizada na Vila Formosa, em São Paulo. Foi criada por Ricardo Cipicchia e inaugurada em 1958. Recebeu o Prêmio do XX Salão Paulista de Belas Artes, o que lhe rendeu ser adquirido pela Prefeitura de São Paulo, em lei de 1957.

## Galeria

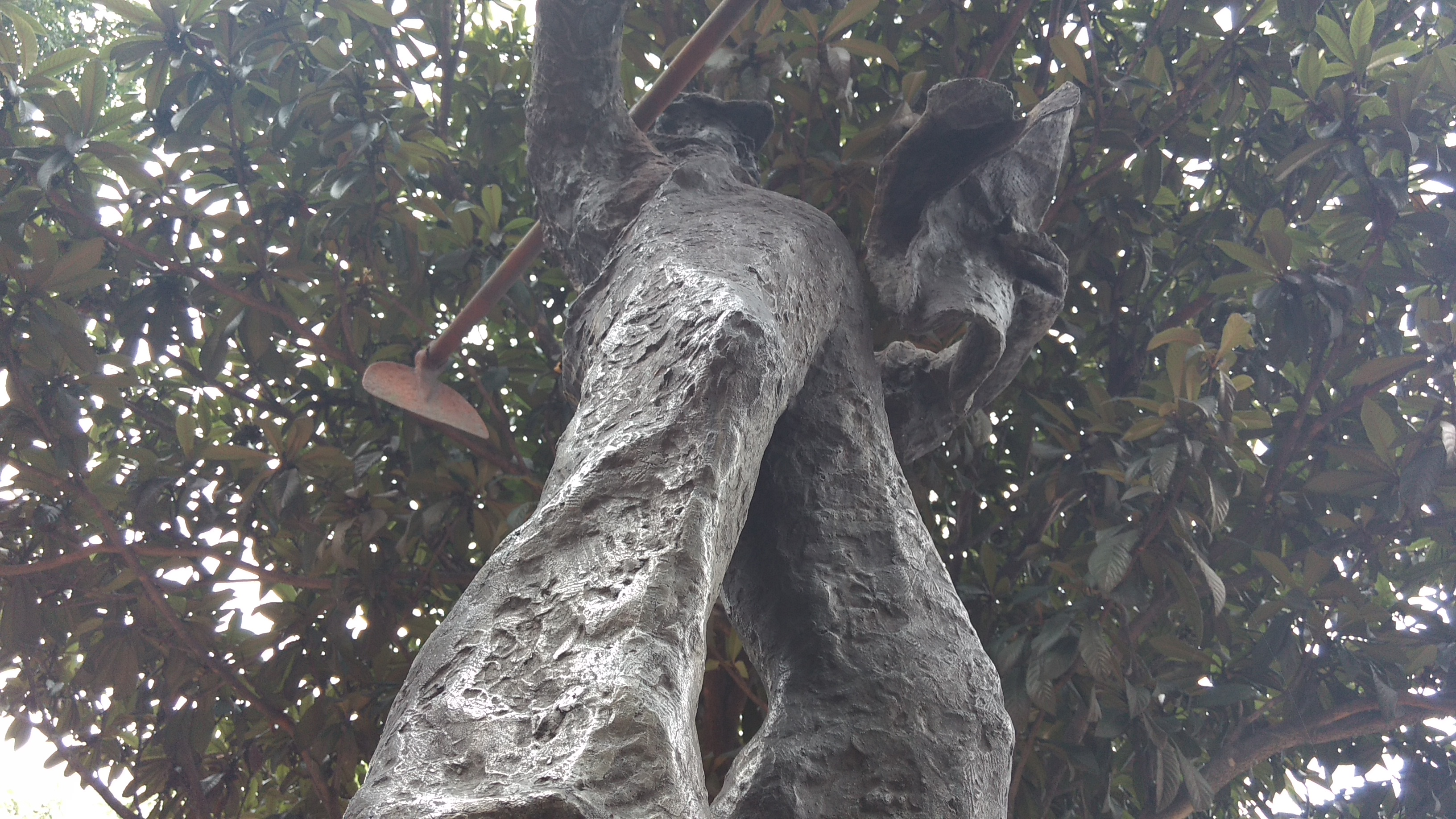
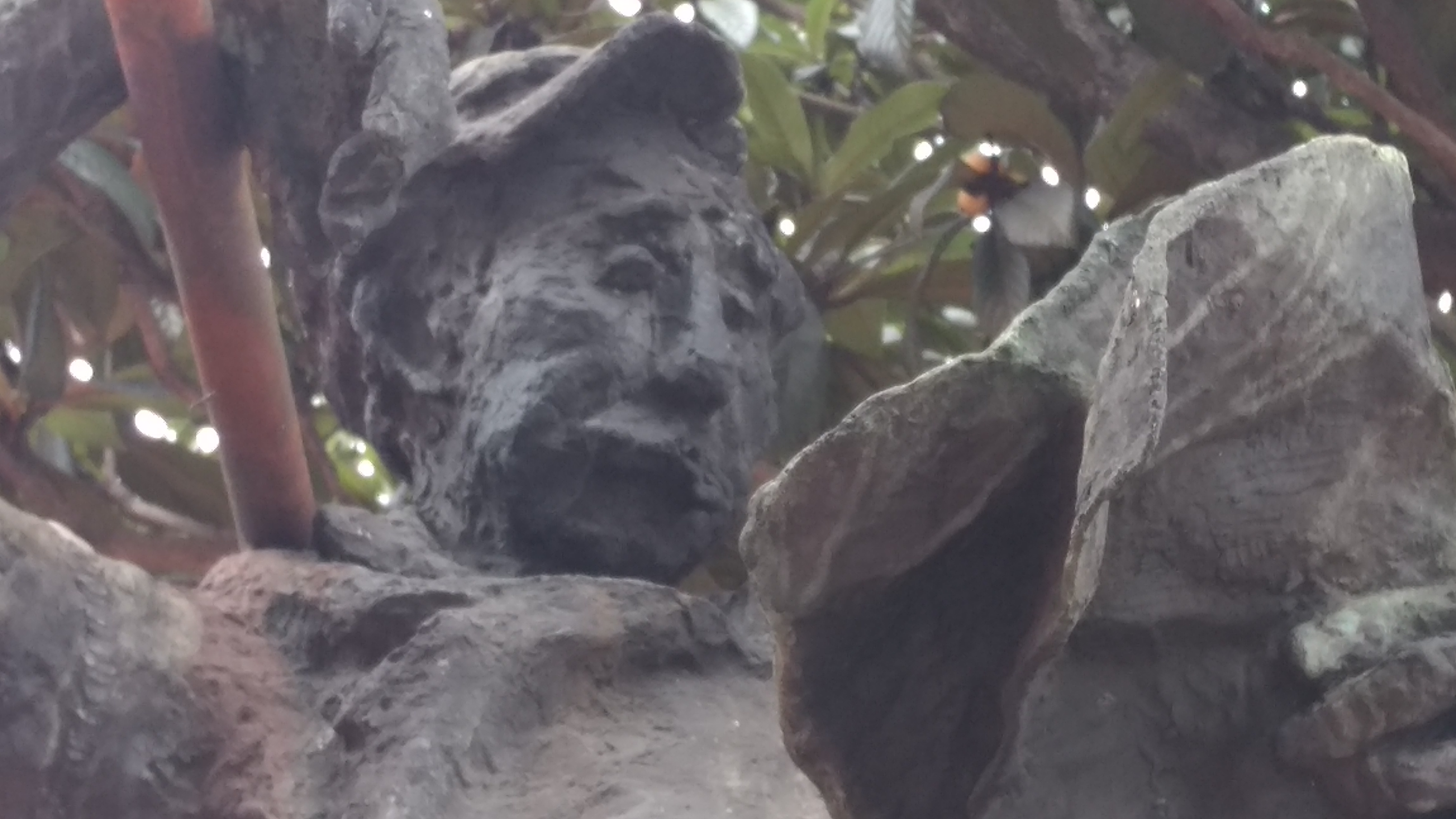
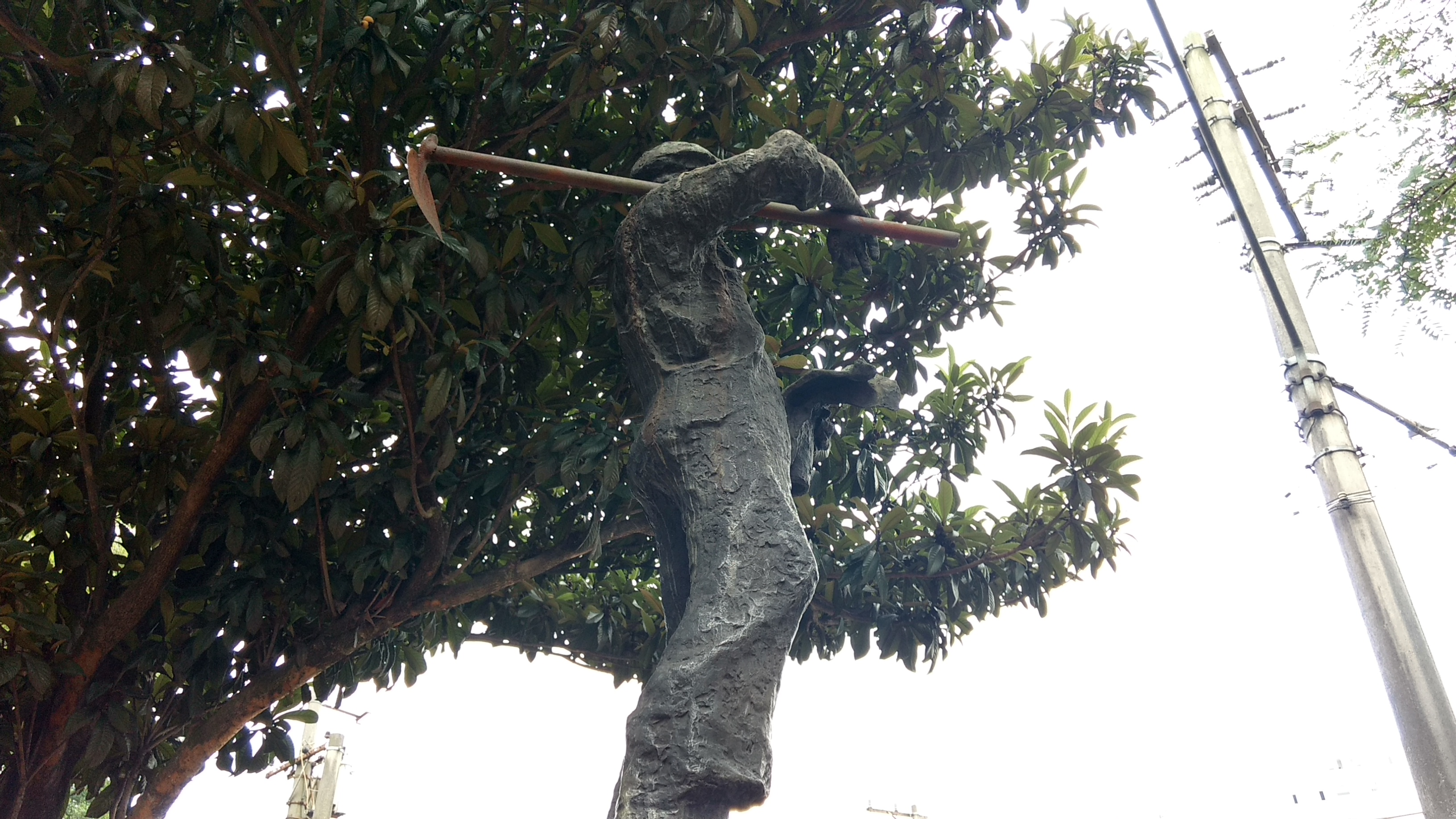